# Schizonycha kigonserana
Schizonycha kigonserana är en skalbaggsart som beskrevs av Moser 1920. Schizonycha kigonserana ingår i släktet Schizonycha och familjen Melolonthidae. Inga underarter finns listade i Catalogue of Life.